# Mtito Andei
Mtito Andei är en ort i Kenya. Den ligger i länet Makueni, i den södra delen av landet, 220 km sydost om huvudstaden Nairobi. Mtito Andei ligger 754 meter över havet och antalet invånare är 4 763.
Terrängen runt Mtito Andei är lite kuperad, och sluttar brant österut. Trakten runt Mtito Andei är nära nog obefolkad, med mindre än två invånare per kvadratkilometer. Det finns inga andra samhällen i närheten. Trakten runt Mtito Andei består i huvudsak av gräsmarker.